# Hyalinobatrachium pallidum
Hyalinobatrachium pallidum là một loài ếch trong họ Centrolenidae. Chúng là loài đặc hữu của Venezuela. Trong tiếng Tây Ban Nha nó được gọi là ranita de cristal pálida.
Các môi trường sống tự nhiên của chúng là rừng mây ẩm nhiệt đới và cận nhiệt đới và sông. Loài này đang bị đe dọa do mất môi trường sống.